# 锁国 (日本)
锁国（日语：鎖国）是日本於江户时代施行的外交政策，自1633年頒布第一次鎖國令開始，直到1853年美國海軍軍官培里率艦叩關為止。當初實行該政策時亦稱呼為「海禁」，鎖國這名字是由蘭學者志筑忠雄在1801年提出。當時日本與外國的貿易關係並非完全中止，但僅允許與特定對象進行，包括與荷蘭人在長崎出島進行貿易，而中國的明朝與清朝在長崎亦有貿易來往。此外，對馬藩與朝鮮、薩摩藩、琉球以及松前藩和蝦夷有貿易關係。

## 背景
自從西班牙傳教士聖方濟各沙勿略來到日本傳教（集中在今長崎市），不少日本大名及各階層人民均信奉天主教，後來江戶幕府實行禁教令，信徒被迫更改信仰以及被流放到外國。後來為了阻止外國傳教，決意與以天主教為國教的國家西班牙及葡萄牙斷交。

## 原因
在安土桃山時代有不少天主教的傳教士前往日本傳教，但是江戶幕府成立後不久頒佈了“禁教令”，從而開始有鎖國的念頭。面對幕府的禁教令，在九州地方爆發了島原之亂。後來在第三代將軍德川家光的統治下完成了鎖國的制度。1808年發生了“費頓號事件”，導致了鎖國的程度提升到另外一個地步。費頓號事件即一艘英國船僞裝成荷蘭船並且駛入長崎脅持長崎奉行所裏面的職員要求給予食物、水和柴薪，當長崎奉行交出這些物品後便揚長而去的事件，這件事件使得長崎奉行松平康英切腹。震怒的幕府下達了“異國船打退令”，又稱“無二念打退令”，下令所有外國船隻一靠近日本本土就予以炮彈攻擊，促使了日本的完全鎖國。

## 儒略曆年表
- 1587年豐臣秀吉下令驅逐傳教士，實行禁教。
- 1597年發生「二十六聖人殉教」事件，6 名傳教士、3 名日本傳教士與 17 名日本信徒在長崎被處以死刑。
- 元和二年（1616年）中国（明朝）以外的船隻限定停泊於長崎及平户。
- 元和九年（1623年）英國的平户商館被關閉。
- 寛永元年（1624年）與伊比利亞聯盟（西班牙及葡萄牙共主聯邦）斷交，禁止船隻進入。
- 寛永八年（1631年）奉書船制度開始。朱印收以外的朱印船必需有老中奉書。
- 寛永十年（1633年）第1次鎖國令。禁止奉書船以外船隻渡航。此外，禁止滯留外國5年以上的日本人回國。
- 寛永十一年（1634年）第2次鎖國令。再次通達第1次鎖國令的內容。
- 寛永十二年（1635年）第3次鎖國令。中国（明朝）、荷蘭以外的船隻只能進入長崎，禁止所有在外的日本人回國。
- 寛永十三年（1636年）第4次鎖國令。與貿易沒有關係葡萄牙人妻子（包括日本混血兒）總共放逐了287人到澳門，其餘滯留在長崎出島。
- 寛永十四－十五年（1637年－至1638年）島原之亂。
- 寛永十六年（1639年）第5次鎖國令。禁止葡萄牙船隻入港。
- 寛永十七年（1640年）葡萄牙船隻要求再次通商。幕府處死61名使者。
- 寛永十八年（1641年）鎖國制度完成。荷蘭商館遷移到出島。
- 正保四年（1647年）2艘葡萄牙船來到日本，要求恢復外交關係。幕府拒絕。
- 1842年中國鴉片戰爭戰敗。
- 1853年美國海軍軍官佩里從浦賀登陸，呈交美國總統國書，被稱為“黑船事件”。
- 1854年佩里再度從江戶灣登陸，簽訂“日美和親條約”；同年和英國簽訂“日英親善條約”。
- 1855年和俄國簽訂“日俄親善條約”。
- 1856年和荷蘭簽訂“日荷親善條約”。

## 幕府的態度與鎖國的終結
在頒佈異國船打退令後，日本鎖國邁向了完全的態勢。後來卻發生了摩利遜號事件，使得幕府的態度改變。一艘美國船摩利遜號接載日本難民前往九州卻差點遭受炮擊，導致了日本國内的不滿。後來幕府爲了鎮壓反對鎖國的人們，下令予以逮捕，也就是蠻社之獄。在清朝鴉片戰爭戰敗後，日本無法堅持鎖國制度，所以頒佈薪水給予令，讓所有異國船在來到日本本土後禁止上陸，只是提供柴薪、食物和水後離開。1853年和1854年，美國海軍軍官马休·佩里曾率領五艘和七艘軍艦（日本方稱爲黑船）從浦戶和江戶灣，分別呈交美國總統的國書以及簽訂《日美和親條約》，史稱“黑船來航”。1858年日本和美國簽訂《日美修好通商條約》和《安政條約》（美、荷、俄、英、法），正式「開國」，日本鎖國告終。

## 鎖國下的對外貿易
- 大致上可分為兩種[1]，第一種是由幕府直接控制，在長崎負責荷蘭以及中國之間的貿易。第二種是由藩主，與該國特定的貿易，包括了對馬藩的宗氏與朝鮮、薩摩藩島津氏與琉球國的對外貿易，這四個港口開放，被日本稱為四口。

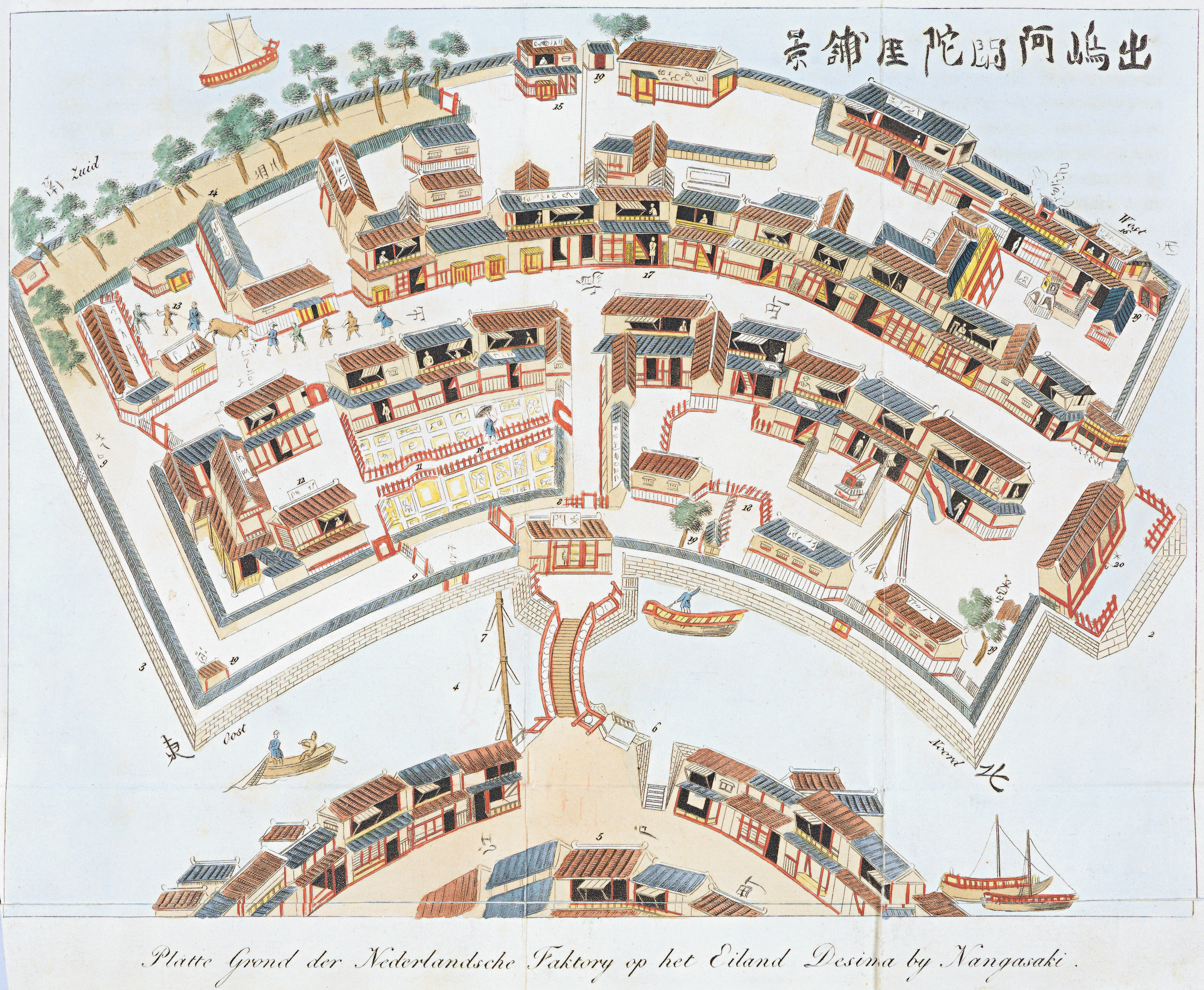
出島
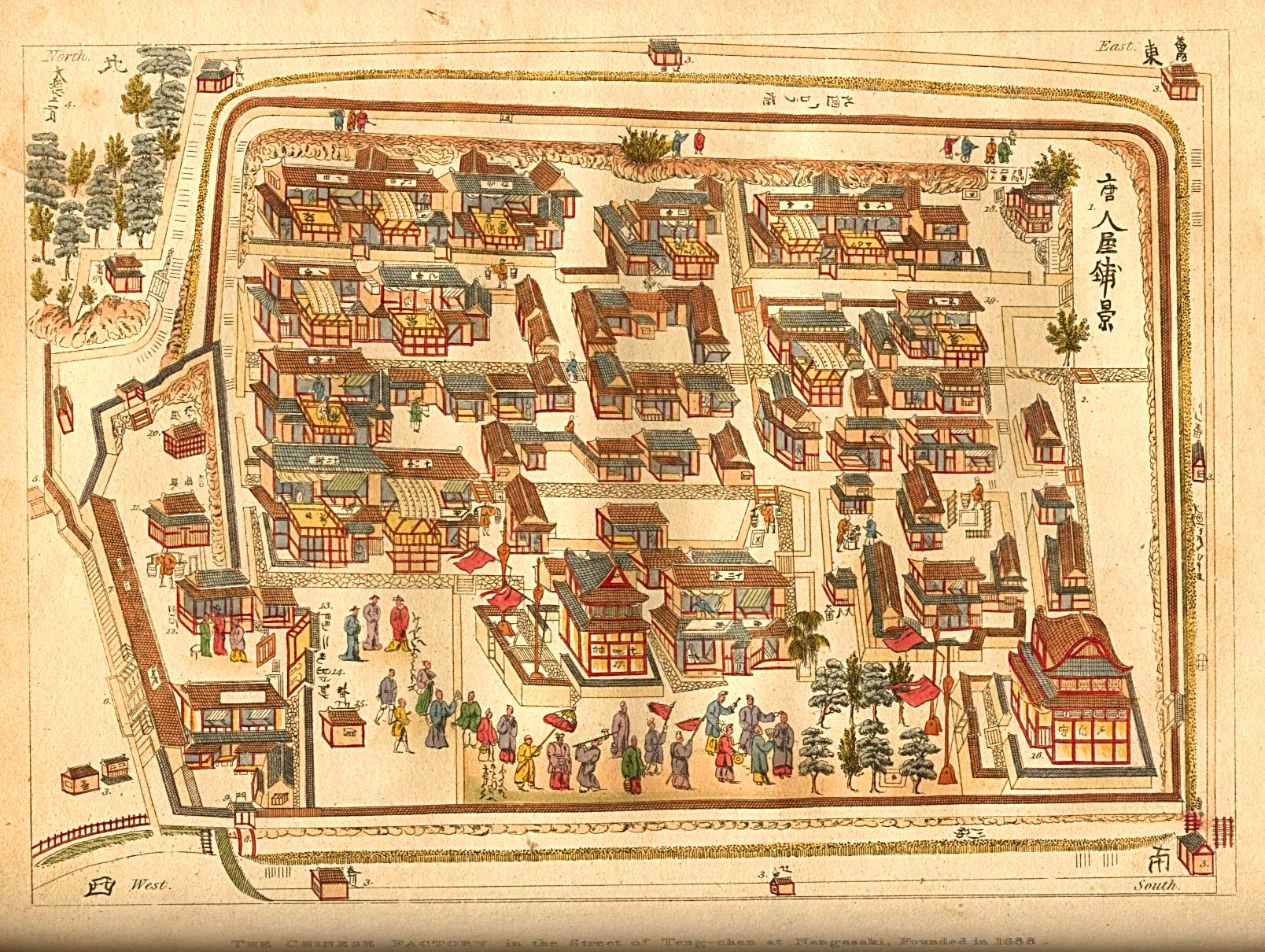
唐人屋敷
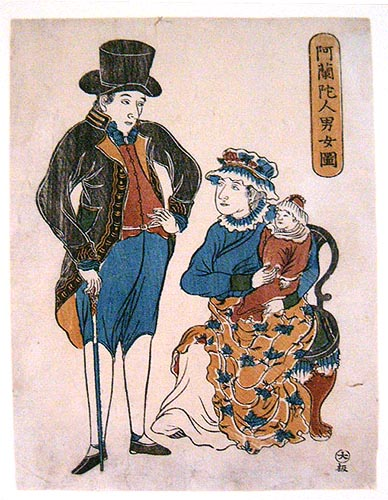
荷蘭人
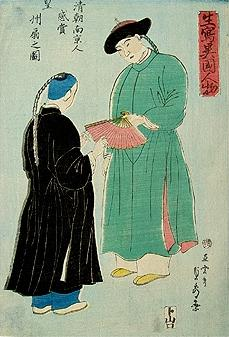
清國人
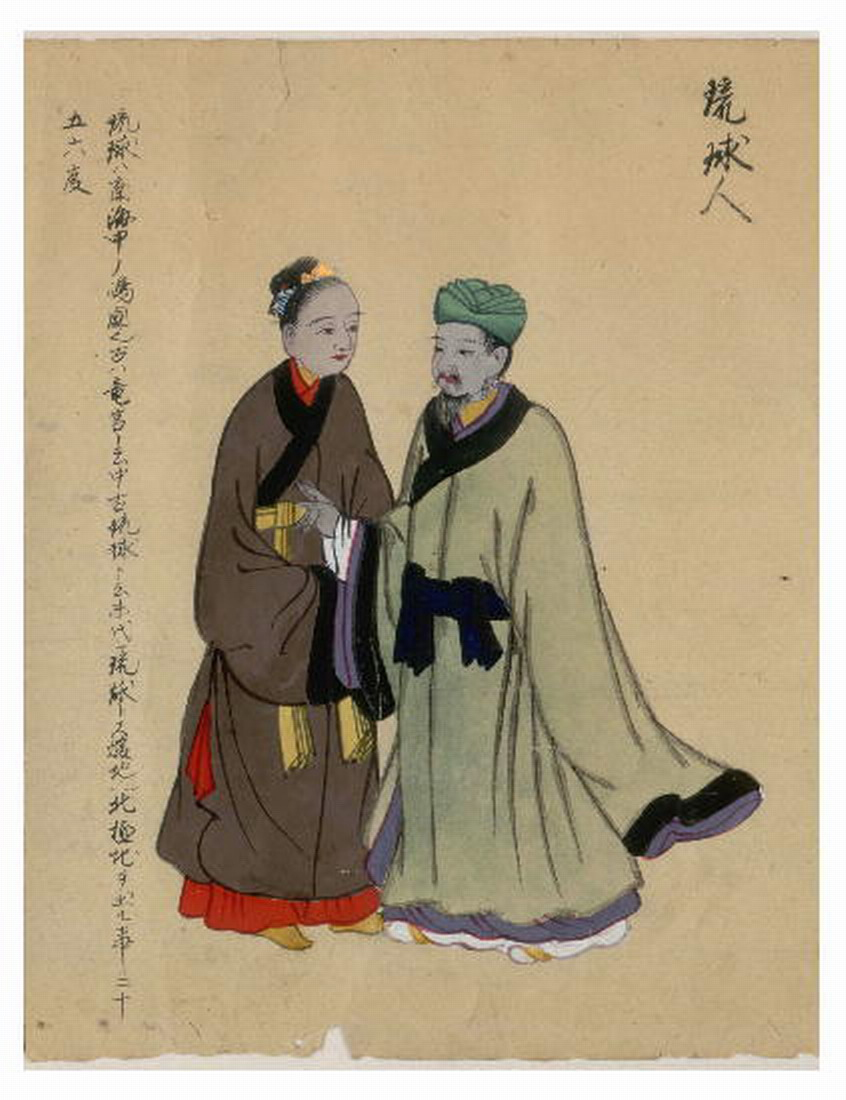
琉球人
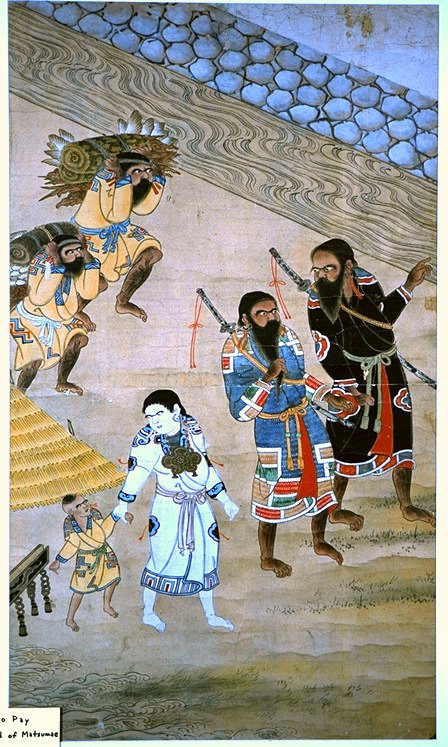
阿伊努人
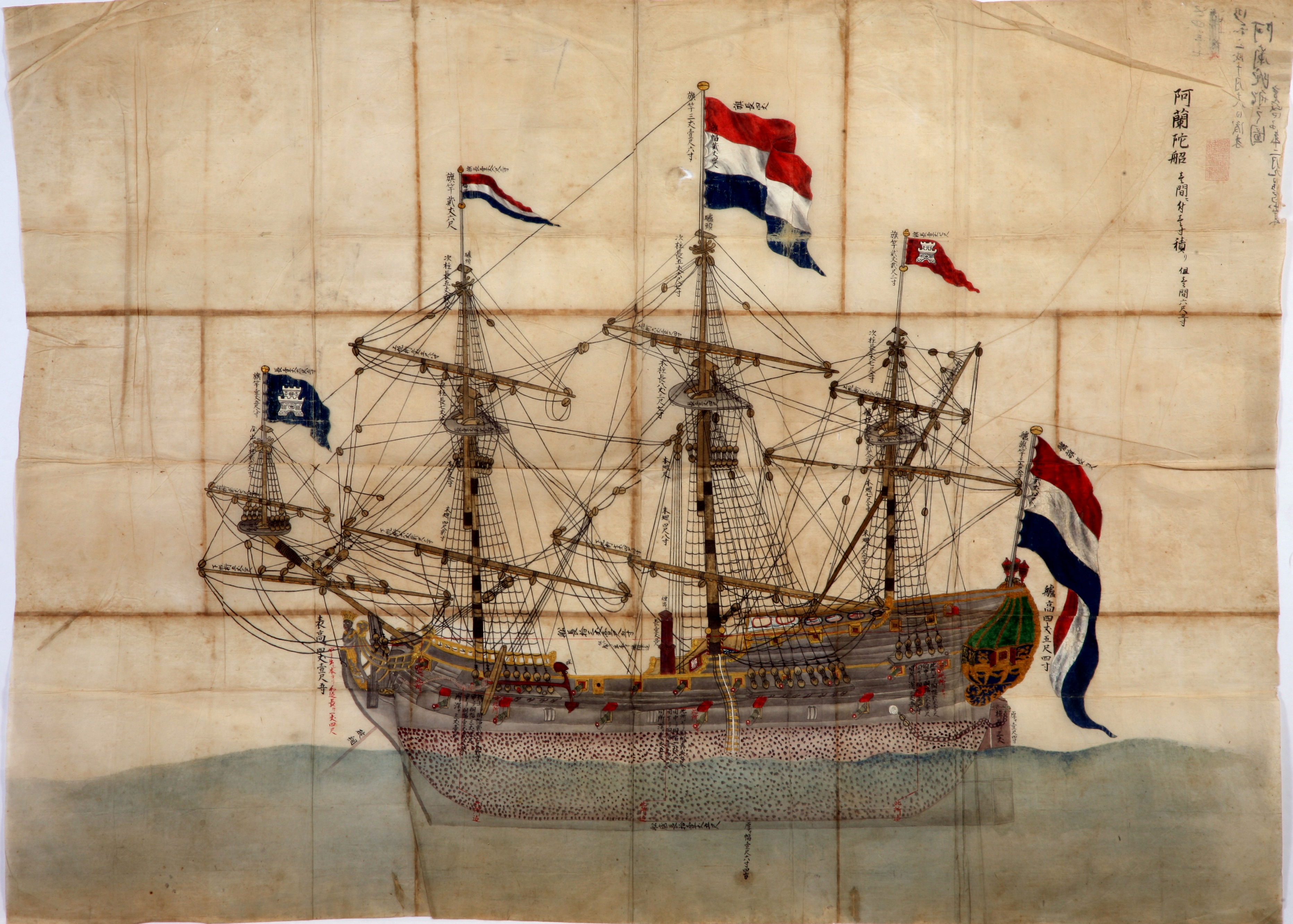
荷蘭船
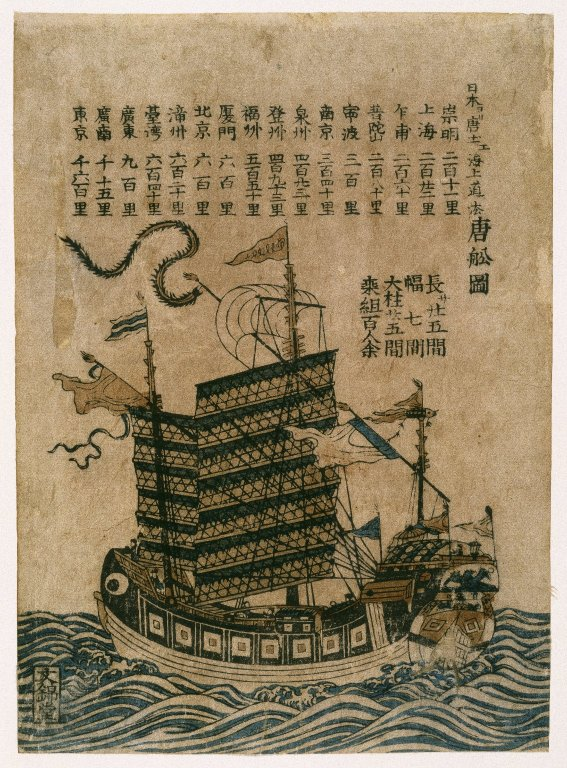
唐船
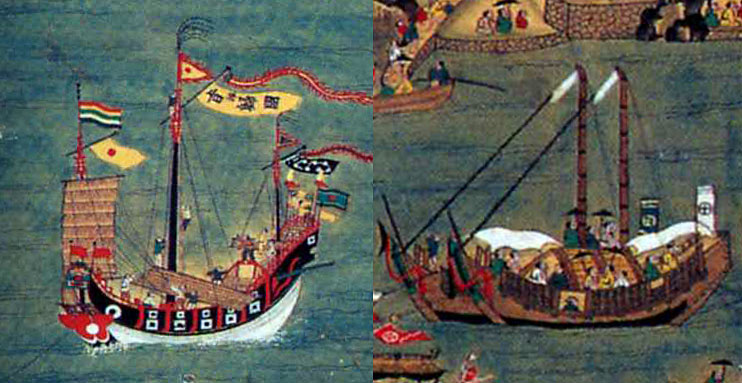
琉球船與薩摩船
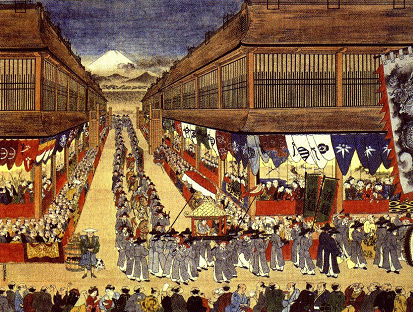
朝鮮使節，1748年
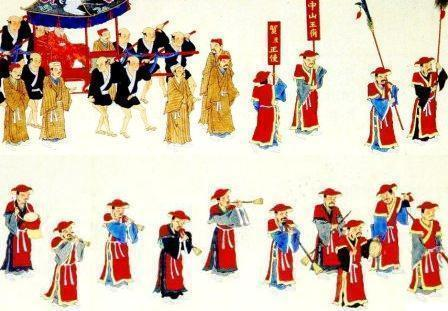
琉球使節，1710年
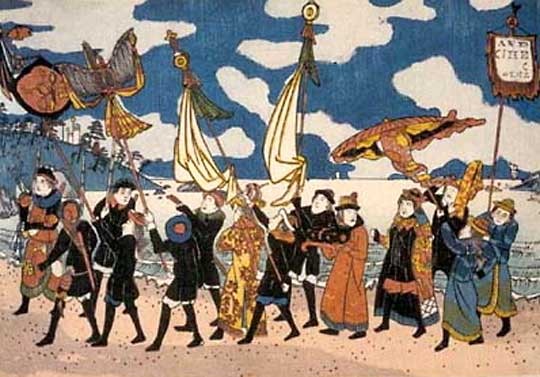
荷蘭使節

## 影響
- 今日長崎地區有較高比例的華人社群，即是因長崎為少數可以直接與中國貿易的區域，進而吸引大量華商季節性或長期居住。[2]
- 目前長崎當地的貓咪群體尾部有八成都出現俗稱「麒麟尾」的尾骨短曲現象，日本貓專科醫院「Tokyo Cat Specialists」院長山本宗伸認為，可能跟當地曾長崎嚴格限制與其他區域交流，導致當地貓群在相對孤立的環境中繁殖，進而出現的基因現象。[3]

## 註解
1. ↑  Tashiro, Kazui. "Foreign Relations During the Edo Period: Sakoku Reexamined." Journal of Japanese Studies. Vol. 8, No. 2, Summer 1982.
2. ↑  劉序楓Liu Shiuh-feng.  (PDF). 人文及社會科學集刊. 1999, 11 (3): 435-473  [2025/06/03].
3. ↑  陳詩童. . 公視新聞網 PNN. 2025-05-30  [2025-06-03] （中文（繁體））.